# Parkland (film)
Parkland er en amerikansk  historisk film fra 2013, der fortæller om de kaotiske begivenheder,  der opstod efter mordet på John F. Kennedy. Filmen er  skrevet og instrueret af Peter Landesman, produceret af Playton's Tom  Hanks og Gary Goetzman, og Bill Paxton med Exclusive Media's Nigel og  Matt Sinclair. Filmen er baseret på Vincent Bugliosis bog fra 2008, Four Days in November: The Assassination of President John F.
- Parkland på Internet Movie Database (engelsk)
- Parkland på Filmdatabasen
- Parkland på Scope
- Parkland på AlloCiné (fransk)
- Parkland på MovieMeter (nederlandsk)
- Parkland på AllMovie (engelsk)
- Parklands profil hos Encyclopædia Britannica Online (engelsk)
- Parkland på Turner Classic Movies (engelsk)
- Parkland på The Movie Database (engelsk)
- Parkland på Rotten Tomatoes (engelsk)

1. ↑  Navnet er anført på engelsk og stammer fra Wikidata hvor navnet endnu ikke findes på dansk.
2. ↑  Navnet er anført på engelsk og stammer fra Wikidata hvor navnet endnu ikke findes på dansk.